# Bulbophyllum pileatum
Bulbophyllum pileatum là một loài phong lan thuộc chi Bulbophyllum.